# Ptilotula
Genre
Synonymes
- Bolemoreus Nyári & Joseph, 2011[2]
- Broadbentia Mathews, 1913[2]
- Caligavis Iredale, 1956[2]
- Gavicalis Schodde & Mason, 1999[2]
- Lichenostomus Cabanis, 1851[2]
- Lichenostomus chrysops (Latham, 1802)[2]
- Lichenostomus cratitius (Gould, 1841)[2]
- Lichenostomus fasciogularis (Gould, 1854)[2]
- Lichenostomus flavescens (Gould, 1840)[2]
- Lichenostomus flavicollis (Vieillot, 1817)[2]
- Lichenostomus flavus (Gould, 1843)[2]
- Lichenostomus frenatus (Ramsay, EP, 1875)[2]
- Lichenostomus fuscus (Gould, 1837)[2]
- Lichenostomus hindwoodi (Longmore & Boles, 1983)[2]
- Lichenostomus keartlandi (North, 1895)[2]
- Lichenostomus leucotis (Latham, 1802)[2]
- Lichenostomus melanops (Latham, 1802)[2]
- Lichenostomus obscurus (De Vis, 1897)[2]
- Lichenostomus ornatus (Gould, 1838)[2]
- Lichenostomus penicillatus (Gould, 1837)[2]
- Lichenostomus plumulus (Gould, 1841)[2]
- Lichenostomus subfrenatus (Salvadori, 1876)[2]
- Lichenostomus unicolor (Gould, 1843)[2]
- Lichenostomus versicolor (Gould, 1843)[2]
- Lichenostomus virescens (Vieillot, 1817)[2]
- Lophoptilotis Mathews, 1912[2]
- Nesoptilotis Mathews, 1913[2]
- Paraptilotis Mathews, 1912[2]
- Sacramela Mathews, 1914[2]
- Stomiopara Bonaparte, 1854[2]
- Stomiopera Reichenbach, 1852[2]

Ptilotula est un genre de passereaux de la famille des Méliphagidés. Il se trouve à l'état naturel en Australie,,,,,.

## Liste des espèces
Selon la classification de référence du Congrès ornithologique international (version 6.4, 2016) :
- Ptilotula flavescens (Gould, 1840) — Méliphage flavescent, Méliphage à oreilles en faucilles
  - Ptilotula flavescens flavescens (Gould, 1840)
  - Ptilotula flavescens germana (Ramsay, EP, 1878)
  - Ptilotula flavescens melvillensis (Mathews, 1912)
- Ptilotula fusca (Gould, 1837) — Méliphage grisâtre, Méliphage verdâtre
  - Ptilotula fusca fusca (Gould, 1837)
  - Ptilotula fusca subgermana (Mathews, 1912)
- Ptilotula keartlandi (North, 1895) — Méliphage à tête grise, Méliphage de Keartland
- Ptilotula ornata (Gould, 1838) — Méliphage orné, Méliphage à parure jaune
- Ptilotula penicillata (Gould, 1837) — Méliphage serti, Méliphage à pinceau blanc
  - Ptilotula penicillata calconi (Mathews, 1912)
  - Ptilotula penicillata carteri (Campbell, AJ, 1899)
  - Ptilotula penicillata leilavalensis (North, 1899)
  - Ptilotula penicillata penicillata (Gould, 1837)
- Ptilotula plumula (Gould, 1841) — Méliphage à plumet noir, Méliphage à tête verte
  - Ptilotula plumula graingeri (Mathews, 1912)
  - Ptilotula plumula planasi (Campbell, AJ, 1910)
  - Ptilotula plumula plumula (Gould, 1841)